# ぷよぷよパズルポップ
『ぷよぷよパズルポップ』 (Puyo Puyo Puzzle Pop) は、セガが2024年4月4日にApple Arcadeで配信した『ぷよぷよ』シリーズの作品である。
特徴的な点としては、「れんさ予告」「オートプレイ」「ぷよタッチ」といった、初心者向けの補助システムが採用されていることや、アドベンチャーモードで、様々な有利な効果を持つサポートアイテムが用意されていることなどが挙げられる。

## ゲームモード
アドベンチャー
ぷよぷよを攻略しながらストーリーを進めていく1人用のモード。メエーナの魔法で出来た夢の空間でアミティ達が様子のおかしいシグとメエーナの謎を探す冒険に出る。今作では『ぷよぷよ!!』以来14年ぶりにメエーナを除くプレイヤーキャラクター24名それぞれに各8話の個別ストーリーが存在する。
ひとりでぷよぷよ
1人用のモード。19種類の対戦用ルールでCOM1 - 3人と任意の設定で対戦したり勝ち抜き対戦ができる「フリーたいせん」をプレイできる。このモードでは「みんなでスコアアタック」はプレイ不可能。
みんなでぷよぷよ
オンラインで2 - 4人で対戦する対人戦用のモード。こちらは「みんなでスコアアタック」を含めた全20種類のルールで対戦可能。遊ぶにはGame Centerを利用する必要がある。
とことん
1人用のモード。6種類のルールでハイスコアをめざす。
レッスン
ぷよぷよの基本ルールや連鎖のテクニックを学べるモード。
マイデータ
各モードの成績を見たり、キャラクターのデータやアイコンの設定ができる。今作では「ショップ」「おぷしょん」は別のアイコンで表示されている。
フォトモード
キャラクターを漫才デモ風に撮影できるモード。

## 対戦ルール
本作では以下の全20種類の対戦ルールをプレイできる。今作の新規の対戦ルールは「ペアでスコアアタック」のみで、それ以外は主に『ぷよぷよクロニクル』からの再録となっているほか、『ぷよぷよ! Puyopuyo 15th anniversary』からの再録ルールは『ぷよぷよ!! Puyopuyo 20th anniversary』準拠のルールに一部変更されている。また、一部のルールはアップデートにより解禁され、プレイ可能となる。各ルールは特に記述の無い限り、以下の共通した仕様がある。
- 「ひとりでぷよぷよ」の「フリーたいせん」や「みんなでぷよぷよ」での対戦では、各ルールの「ゲームせってい」でマージンタイム・連鎖しばり・おじゃまぷよレートなどの細かいルールの変更が可能。設定できる項目はルールによって異なる。
- 「クイックドロップ」機能（組ぷよを瞬間的に接地できる操作）が「ぷよぷよ」「ぷよぷよ通」「ぷよぷよSUN」「ぷよぷよフィーバー」「なぞぷよ」を除いた全ての対戦用ルールで搭載されており、「ゲームせってい」で使用可能にするかしないかの変更が可能。
- フィールド上部の✕印の位置にぷよやおじゃまぷよがつみあがるとゲームオーバーとなる。ただし、✕印の位置にぷよが設置されたターンにぷよの消去が発生した場合はすぐにゲームオーバーにはならず、その処理が優先される。

### 最初から遊べるルール
ぷよぷよ通
『ぷよぷよ通』に則ったルール。左から3列目最上段の位置までぷよが積み上がると敗北となり、出現する組ぷよは2個組のみ。このルールでは「相殺」が可能だが、相殺しても予告おじゃまぷよが残っている場合はその残りが相殺した直後に降る。また、このルールや「よんてさき」「ブロック」「アクティブ」では「全消し」後の1連鎖目はおじゃまぷよが30個（岩ぷよ1個）分上乗せされる。
ぷよぷよフィーバー
『ぷよぷよフィーバー』に則ったルール。相殺が可能で、左から3列目か4列目の最上段にぷよが積み上がると敗北となる。このルールでは、使用するキャラクターによって組ぷよの出現パターンと連鎖時の得点倍率（攻撃力）が異なっている。また、相殺をすると「フィーバーゲージ」がたまり、ゲージを満タンにすると一定時間連鎖のタネが出現する「フィーバーモード」となる。相殺したターンはおじゃまぷよが降らない。
なぞぷよ
出題される問題の指示通りにぷよを消して、より早く条件をクリアするルール。条件を最も早くクリアするとフィールドの上部に表示される「ノルマ」の数が減り、先にノルマの数だけ問題をクリアしたプレイヤーが勝利。1問につき99秒の制限時間があり、時間内に誰も条件を満たさなかった場合は、別の問題に切り替わる。このルールでは出現する組ぷよは2個組のみで、ぷよを消してもおじゃまぷよは一切発生しない。また、左から3列目か4列目が最上段まで積み上がった場合はフィールドがリセットされて敗北にはならず、ペナルティも無い。
ブロック
消えないブロックが積まれたフィールドでプレイするルール。ブロックの設置パターンは6種類あり、左から3列目最上段までぷよが積み上がると敗北。出現する組ぷよは2個組のみ。このほかの仕様は上記の「ぷよぷよ通」ルールに準拠しており、相殺しても予告おじゃまぷよが残っている場合はその残りが相殺した直後に降る。
ビッグバン
『ぷよぷよテトリス』から再録されたルール。出現する組ぷよは2個組のみで、「チャージタイム」中、無限に出現する連鎖のタネを消して攻撃力をためていく。「チャージタイム」終了後はたまった攻撃力を相手と相殺しあい、攻撃力がもっとも大きいプレイヤー以外の全員がダメージを受け、ダメージを受けるとHPが減っていく。HPがすべて無くなると負けとなり、相手プレイヤーを全員倒すと勝ちとなる。
一度の相殺で決着がつかなかった場合は、生き残ったプレイヤー同士でふたたび「チャージタイム」が開始される。また、連鎖のタネをうまく消したり「全消し」をすると次に出現する連鎖のタネが大きくなり、連鎖数が大きいほどチャージされる攻撃力も高くなる。また、左から3列目か4列目が最上段まで積み上がった場合はフィールドがリセットされ、ゲームオーバーにはならない。
でかぷよ
通常より4倍のサイズの「でかぷよ」で対戦するルール（フィールドが3列×6段）。このルールでは同色のでかぷよを3つ以上繋げると消え、相殺したターンはおじゃまぷよは降らない。中央の列最上段までぷよが積み上がると敗北。出現する組ぷよは2個組のみで、「うわのせれんさ」機能はない。
ちびぷよはっくつ
10列×18段のフィールドの、最下段に固ぷよに囲まれて埋まっている星を消すルール。星の大きさは2×2で、星の隣でぷよを消すと無数の予告おじゃまぷよを相手に送ることができる。左から5列目か6列目最上段までぷよが積み上がると敗北で、出現する組ぷよは2個組と同色の4個のみ。相殺したターンはおじゃまぷよは降らないが、誰かが星を消去すると、以降はその試合では相殺が不可能となる。

### 第1弾アップデート追加ルール
ペアでスコアアタック
2対2でチームを組んで協力対戦を行う、みんなでぷよぷよ（4人対戦）専用のモード。制限時間内にスコアを競うルールで、おじゃまぷよは一切降らない。フィールド中央にゲージがあり、連鎖を起こすと最大10個までゲージが貯めれるが、時間経過で減少していく。味方のゲージが溜まった状態でこちらも連鎖を起こすとボーナスとしてより多くのスコアを獲得できる。出現する組ぷよは2個組のみ。
『ぷよぷよ!!』の「ペアでぷよぷよ」に似ているが、こちらには「ペアれんさ」「シンクロれんさ」機能は搭載されていない。

### 第2弾アップデート追加ルール
ぷよぷよ
初代『ぷよぷよ』に則ったルール。左から3列目最上段の位置までぷよが積み上がると敗北となり、出現する組ぷよは2個組のみ。このルールでは相手から送られてきた「予告おじゃまぷよ」を減らせる「相殺」や、タテ一列分のみの隙間に入った組ぷよの上下のぷよを入れ替える「クイックターン」は不可能。また「全消し」のボーナスは発生せず、「NEXTぷよ」は一手先まで、予告おじゃまぷよは岩ぷよまでしか表示されない。
ぷよぷよSUN
『ぷよぷよSUN』に則ったルール。ルールはアーケード版からWindows 95版の『ぷよぷよSUN』に準拠している。相殺が可能で、左から3列目最上段の位置までぷよが積み上がると敗北。出現する組ぷよは2個組のみ。相殺や全消しを行うと「太陽ぷよ」が降り、「太陽ぷよ」はおじゃまぷよと同様に消すことができ、連鎖に巻き込んで消すと相手に送れるおじゃまぷよの数が通常より多くなる。
このルールではフィールドは14段目まであり（フィールド外の上段に2段分存在する）、敗北条件との関係上使えない左から3列目の14段目を除いて最大83個ぷよが置けるため、最大20連鎖が可能。
でかぷよラッシュ
『ぷよぷよ7』の「だいへんしん」ルールで登場した「でかぷよラッシュ」をアレンジしたルール。フィールドが3列×6段のサイズになり、同色のでかぷよを3つ以上繋げると消え、素早く連続で消すことで連鎖数が増える「うわのせれんさ」が可能。フィールド中央列の最上段までぷよが積み上がると敗北となり、出現する組ぷよは2個組のみ。
このルールでは、最初から表示されている予告おじゃまぷよを全て相殺すると相手におじゃまぷよを送れるようになり、相手から送られてきた予告おじゃまぷよは組ぷよを1回設置するごとに1個ずつ降る。相殺している間はおじゃまぷよは降らない。
今作ではBGMが固定ではなくなり、任意に選曲が可能となった。
ずっとフィーバー
対戦開始時からプレイヤー全員が常に「フィーバーモード」となり、連鎖のタネが無限に降ってくるルール。最初から表示されている予告おじゃまぷよを全て相殺すると相手におじゃまぷよを送れるようになり、相手から送られてきた予告おじゃまぷよは相殺しないとフィールドに降る。左から3列目か4列目最上段までぷよが積み上がると敗北。
このルールでは使用するキャラクターに性能差はなく、組ぷよの出現パターンと連鎖時の得点倍率はこのルール専用のものに設定されている。

### 第4弾アップデート追加ルール
よんてさき
次に操作できる組ぷよを表示する「NEXTぷよ」が4手先まで表示されるルール。左から3列目最上段までぷよが積み上がると敗北で、出現する組ぷよは2個組のみ。このほかの仕様は上記の「ぷよぷよ通」ルールに準拠しており、相殺しても予告おじゃまぷよが残っている場合はその残りが相殺した直後に降る。
アクティブ
連鎖中（ぷよが消えている間）も次の組ぷよを操作することができ、連鎖をつなげることができるルール。相殺したターンはおじゃまぷよは降らない。左から3列目最上段までぷよが積み上がると敗北で、出現する組ぷよは2個組のみ。
カルテット
出現する組ぷよが全て2×2の4個組のみのルール。このルールでは、3色・4色の4個組の組ぷよも出現する。また、使用するキャラクターによって組ぷよの出現パターンが異なっており、5種類のいずれかの出現パターンに設定されている。相殺したターンはおじゃまぷよは降らず、左から3列目か4列目最上段までぷよが積み上がると敗北となる。

### 第6弾アップデート追加ルール
はっくつ
フィールドの最下段で固ぷよに囲まれて埋まっている星の隣でぷよを消すと、無数のおじゃまぷよを相手に送れるルール。左から3列目が最上段まで積み上がると敗北となり、出現する組ぷよは2個組のみ。相殺したターンはおじゃまぷよは降らないが、誰かが星を消去すると、以降はその試合では相殺が無効となる。
こおりづけ
おじゃまぷよの代わりに、氷漬けにされたぷよが降ってくるルール。氷漬けのぷよは一定回数組ぷよを置くか、となりでぷよを消すと氷が溶けて通常のぷよとなる。また、相殺したターンは氷漬けのぷよは降らない。左から3列目が最上段まで積み上がると敗北で、出現する組ぷよは2個組のみ。
このルールでは使用するキャラクターごとに氷漬けのぷよの落下パターンが異なっており、自分のフィールドに降る氷漬けのぷよの落下パターンに影響される。
だいかいてん
フィールド上部のカウントが「0」になるたびに、フィールドが180度回転するルール。回転直後に連鎖が起こると「回転れんさ」となり、通常の連鎖より多くのおじゃまぷよを相手に送ることができる。また、相殺したターンはおじゃまぷよは降らない。左から3列目か4列目最上段までぷよが積み上がると負けで、出現する組ぷよは2個組のみ。

### 第8弾アップデート追加ルール
いずれも『ぷよぷよ!』から実に19年ぶりの再録ルールである。相違点として、クイックドロップが使用可能となっている。
ばくだん
おじゃまぷよの代わりに爆弾が降ってくる。爆弾は4カウント経過して（初期設定）カウントが0になると爆発し、周囲8つのぷよと自身を固ぷよにする。他の爆弾の爆発に巻き込まれた場合も誘爆して爆発する。予告ぷよの形状が小爆弾（1/6個）と大爆弾（1個）に変化し、相手フィールドに爆弾を降らせるには、通常のおじゃまぷよ6個分（大爆弾1個分）の攻撃が必要。また、予告には大爆弾6個（1列分）までしか表示されない（内部ではそれ以上もカウントされる）。相殺しても、次のターンで爆弾が降ってくる。ハンデにより、ぷよの色数、レートが変化する。左から3列目か4列目最上段までぷよが積み上がると負けで、出現する組ぷよは2個組のみ。
このルールでは固ぷよを「一発消し」すると、通常より多くの爆弾を相手に送ることができる。
サーチライト
ルール自体は「ぷよぷよフィーバー」ルールと同じだがフィールドが暗く、天井に設置されたサーチライトに照らされていない部分は非常に見えづらい。サーチライトの照明個所は振り子のように左右に動いており、そのスピードはフィールドに積まれたおじゃまぷよが多くなると速くなるため、ピンチになるほどフィールドの判断がしやすくなる。逆にフィールドに色ぷよが多い（大連鎖が組まれている可能性がある）場合には、ライトの幅が狭くなって判断しづらくなる。フィーバーモードに突入すると、フィールド全体が明るくなる。
ハンデにより、ぷよの色数、サーチライトの広さ、レートが変わる。激甘のみフィーバーモード時に発火点が表示される。なお、激辛にするとサーチライトがなくなり、自分でどこに配置したか記憶しなくてはならない。

## とことん
1人用の練習モード。以下の6種類のルールがあり、対戦相手は登場せずハイスコアを目指してプレイする。
とことんぷよぷよ
上記の「ぷよぷよ通」に準じたルールでひたすらぷよを消すルール。左から3列目最上部にぷよが積みあがるとゲームオーバー。出現する組ぷよは2個組のみ。
とことんフィーバー
「フィーバーモード」の状態で、出現する連鎖のタネをひたすら消すルール。左から3列目か4列目の最上段にぷよが積み上がるか、制限時間が無くなるとゲームオーバー。出現する組ぷよは2個組のみ。
とことんちびぷよ
10列×18段のフィールドでひたすらぷよを消すルール。左から5列目か6列目最上段までぷよが積み上がるとゲームオーバー。このルールでは使用するキャラクターによって組ぷよの出現パターンが異なっており、「クイックドロップ」が使用可能。
とことんなぞぷよ
第2弾アップデート追加ルール。出題される問題の指示どおりにぷよを消すルール。問題をクリアすると制限時間が伸び、つぎの問題が出題される。左から3列目か4列目の最上段にぷよが積み上がるか、制限時間が無くなるとゲームオーバー。出現する組ぷよは2個組のみ。
とことんれんしゅう
第2弾アップデート追加ルール。上記の「とことんぷよぷよ」と同じルールでぷよをひたすら消すルール。このルールでは、十字ボタンの上を押し続けると巻き戻すことができる。左から3列目最上部にぷよが積みあがるとゲームオーバー。出現する組ぷよは2個組のみ。
とことんでかぷよラッシュ
第4弾アップデート追加ルール。上記の「でかぷよラッシュ」と同じルールでひたすらぷよを消すルール。「全消し」をすると制限時間が延長され、フィールド中央列の最上段までぷよが積み上がるか、制限時間が無くなるとゲームオーバー。出現する組ぷよは2個組のみで、「クイックドロップ」が使用可能。今作ではBGMが固定ではなくなり、任意に選曲が可能となった。

## 登場キャラクター
シリーズ各キャラクターの概要については上記リンク先を参照のこと。
今作ではプレイヤーが使用できるキャラとして、以下の総勢25名のキャラクターが登場するが、一部のキャラクターはアップデートにより解禁され、使用可能となる。今作では『ぷよぷよ!!』以来14年ぶりにキャラクター個別のストーリーが存在するものの、キャラクター別のテーマ曲は廃止された。
今作の新キャラクター（『ぷよぷよパズルポップ』）
メエーナ
コンパイル版『ぷよぷよ』シリーズより登場
アルル、カーバンクル、ルルー、シェゾ、すけとうだら、ドラコケンタウロス、ウィッチ、サタン
『ぷよぷよフィーバー』シリーズより登場
アミティ、ラフィーナ、シグ、リデル、クルーク、ユウちゃん&レイくん、さかな王子、レムレス、フェーリ、アコール先生&ポポイ
『ぷよぷよ7』より登場
りんご、まぐろ、りすくませんぱい、エコロ
『ぷよぷよクロニクル』より登場
アリィ、ラフィソル
新キャラクターのメエーナは過去作の流用ではない完全新規の組ぷよパターンが採用されている。また人型ではない人外系モンスターの新キャラクターは、『ぷよぷよフィーバー2』のバルトアンデルス、あくま以来20年ぶりの登場である。

### ボイスについて
- 今作では、「オリジナル」と「カウント」の2種類が選択できる。「オリジナル」は従来通りだが、「カウント」では『ぷよぷよeスポーツ』のように連鎖フィニッシュ時や反撃時を除き連鎖数を数字で喋る。また今作でも全キャラクターにボイステェンジが用意されており、これを含めるとキャラクター1体につき4種類ボイスが選択できる。
- キメ連鎖ボイスは『ぷよぷよクロニクル』と全く同じだが、基本連鎖ボイスはりんご・ウィッチを除けば一新されている。特にアルルはシリーズで初めて1連鎖目が「えいっ」ではなくなった。

## アドベンチャーモード
本作のストーリーは、アミティが夢で謎の声を聞き、メエーナの夢の力によって作り上げた「ユメのセカイ」にアミティ達がいつの間にか迷い込んでしまうところから始まる。『ぷよぷよ! Puyopuyo 15th anniversary』および『ぷよぷよ!! Puyopuyo 20th anniversary』と同じく、メエーナを除くプレイヤーキャラクター24名それぞれに各8話の個別ストーリーが存在する。最初はアミティのストーリーのみが選択できるが、クリアするごとに順番にストーリーが解禁されていく。またストーリーはキャラクターによってメインとサブの2種類に分かれている。以下の表では、サブストーリーのキャラクターを下線付きで記載する。
本作では『ぷよぷよテトリス2』と同じく、すごろくのように構成されたワールドマップを移動してプレイするステージを選択し、クリアすると先のステージへ進めるようになる。対戦ルールは一貫して「ぷよぷよ通」。
| →:相手(COM) ↓:自分  | アミティ | アルル | あんどうりんご | レムレス | すけとうだら | ラフィーナ | クルーク | フェーリ | ささきまぐろ | シェゾ | アコール先生 | ドラコケンタウロス | リデル | りすくませんぱい | アリィ | ルルー | エコロ | サタン | ウィッチ | さかな王子 | ユウちゃん＆レイくん | シグ | カーバンクル | ラフィソル |
| ------------------- | -------- | ------ | -------------- | -------- | ------------ | ---------- | -------- | -------- | ------------ | ------ | ------------ | ------------------ | ------ | ---------------- | ------ | ------ | ------ | ------ | -------- | ---------- | -------------------- | ---- | ------------ | ---------- |
| アミティ            | 3        | 1      | 2              | 4        | ‐            | 5          | 7        | ‐        | ‐            | ‐      | ‐            | ‐                  | 6      | ‐                | ‐      | ‐      | ‐      | ‐      | ‐        | ‐          | ‐                    | 8    | ‐            | ‐          |
| アルル              | ‐        | ‐      | ‐              | ‐        | ‐            | ‐          | ‐        | ‐        | ‐            | 5      | ‐            | 2                  | ‐      | ‐                | ‐      | 6      | 8      | ‐      | 3        | 1          | ‐                    | 4    | 7            | ‐          |
| あんどうりんご      | ‐        | ‐      | ‐              | ‐        | 1            | ‐          | ‐        | 6        | 4            | ‐      | 7            | ‐                  | ‐      | 5                | ‐      | ‐      | ‐      | 8      | ‐        | ‐          | 2                    | 3    | ‐            | ‐          |
| レムレス            | ‐        | ‐      | ‐              | 7        | 3            | 4          | ‐        | 2        | ‐            | 6      | ‐            | ‐                  | ‐      | ‐                | ‐      | 5      | ‐      | ‐      | ‐        | 1          | ‐                    | 8    | ‐            | ‐          |
| すけとうだら        | ‐        | ‐      | ‐              | 8        | ‐            | 2          | 3        | 6        | ‐            | 7      | ‐            | ‐                  | 1      | ‐                | ‐      | ‐      | ‐      | ‐      | ‐        | 5          | 4                    | ‐    | ‐            | ‐          |
| ラフィーナ          | ‐        | ‐      | ‐              | ‐        | 1            | ‐          | 6        | ‐        | 7            | ‐      | ‐            | 3                  | 2      | ‐                | ‐      | 8      | ‐      | ‐      | 4        | ‐          | 5                    | ‐    | ‐            | ‐          |
| クルーク            | ‐        | ‐      | ‐              | 1        | ‐            | ‐          | ‐        | 7        | 5            | ‐      | 8            | ‐                  | ‐      | 6                | ‐      | ‐      | ‐      | ‐      | 3        | 2          | 4                    | ‐    | ‐            | ‐          |
| フェーリ            | ‐        | ‐      | ‐              | 8        | ‐            | ‐          | 5        | ‐        | ‐            | ‐      | ‐            | 3                  | 4      | ‐                | 2      | 7      | ‐      | ‐      | 6        | ‐          | 1                    | ‐    | ‐            | ‐          |
| ささきまぐろ        | ‐        | ‐      | ‐              | ‐        | 2            | ‐          | ‐        | 6        | ‐            | ‐      | 8            | 3                  | ‐      | 1                | 5      | 7      | ‐      | ‐      | 4        | ‐          | ‐                    | ‐    | ‐            | ‐          |
| シェゾ              | ‐        | 7      | ‐              | 3        | ‐            | ‐          | 2        | ‐        | ‐            | ‐      | 4            | ‐                  | ‐      | ‐                | ‐      | 5      | ‐      | 6      | 1        | ‐          | ‐                    | 8    | ‐            | ‐          |
| アコール先生        | 2        | ‐      | ‐              | 7        | 3            | 5          | 6        | ‐        | ‐            | ‐      | ‐            | ‐                  | 4      | ‐                | ‐      | ‐      | ‐      | ‐      | ‐        | ‐          | ‐                    | 1、8 | ‐            | ‐          |
| ドラコケンタウロス  | 1        | ‐      | ‐              | ‐        | ‐            | ‐          | 6        | ‐        | ‐            | ‐      | 8            | ‐                  | 3      | ‐                | 4      | 7      | ‐      | ‐      | 2        | 5          | ‐                    | ‐    | ‐            | ‐          |
| リデル              | ‐        | ‐      | ‐              | ‐        | ‐            | 3          | 5        | 6        | ‐            | 7      | ‐            | ‐                  | ‐      | 2                | ‐      | 4      | ‐      | 8      | ‐        | ‐          | ‐                    | 1    | ‐            | ‐          |
| りすくませんぱい    | ‐        | ‐      | ‐              | ‐        | 1            | 4          | 6        | ‐        | ‐            | 7      | ‐            | ‐                  | ‐      | ‐                | ‐      | ‐      | 8      | ‐      | 2        | ‐          | ‐                    | 3    | 5            | ‐          |
| アリィ              | ‐        | ‐      | ‐              | ‐        | 1            | ‐          | ‐        | 2        | ‐            | ‐      | 7            | ‐                  | 5      | 6                | ‐      | ‐      | ‐      | ‐      | ‐        | 4          | 3                    | ‐    | ‐            | 8          |
| ルルー              | ‐        | ‐      | ‐              | ‐        | ‐            | ‐          | 5        | 4        | 6            | 7      | 8            | 2                  | 3      | ‐                | ‐      | ‐      | ‐      | 1      | ‐        | ‐          | ‐                    | ‐    | ‐            | ‐          |
| エコロ              | ‐        | ‐      | 1              | 5        | ‐            | ‐          | ‐        | ‐        | 2            | ‐      | 6            | ‐                  | ‐      | 3                | 4      | ‐      | ‐      | 8      | ‐        | ‐          | ‐                    | ‐    | ‐            | 7          |
| サタン              | 8        | 7      | ‐              | ‐        | ‐            | ‐          | ‐        | 3        | ‐            | 4      | ‐            | 1                  | ‐      | ‐                | ‐      | 5      | ‐      | ‐      | 2        | ‐          | ‐                    | ‐    | 6            | ‐          |
| ウィッチ            | ‐        | ‐      | ‐              | ‐        | 1            | 4          | 5        | 7        | 6            | 8      | ‐            | 2                  | 3      | ‐                | ‐      | ‐      | ‐      | ‐      | ‐        | ‐          | ‐                    | ‐    | ‐            | ‐          |
| さかな王子          | ‐        | ‐      | ‐              | 8        | ‐            | 5          | 4        | ‐        | ‐            | 1      | 7            | ‐                  | ‐      | 6                | ‐      | ‐      | ‐      | ‐      | ‐        | ‐          | 3                    | 2    | ‐            | ‐          |
| ユウちゃん&レイくん | ‐        | ‐      | ‐              | 7        | 1            | 4          | 5        | ‐        | ‐            | ‐      | 8            | ‐                  | 2      | 6                | ‐      | ‐      | ‐      | ‐      | 3        | ‐          | ‐                    | ‐    | ‐            | ‐          |
| シグ                | ‐        | ‐      | ‐              | ‐        | 1            | 5          | 8        | 7        | ‐            | ‐      | ‐            | 2                  | ‐      | ‐                | ‐      | 6      | ‐      | ‐      | 3        | ‐          | 4                    | ‐    | ‐            | ‐          |
| カーバンクル        | ‐        | 8      | ‐              | 6        | ‐            | ‐          | 2        | 3        | ‐            | 4      | 7            | ‐                  | 1      | ‐                | ‐      | 5      | ‐      | ‐      | ‐        | ‐          | ‐                    | ‐    | ‐            | ‐          |
| ラフィソル          | ‐        | ‐      | ‐              | 6        | ‐            | 5          | 3        | ‐        | 4            | ‐      | ‐            | 1                  | ‐      | ‐                | 8      | ‐      | ‐      | ‐      | 2        | ‐          | ‐                    | ‐    | 7            | ‐          |
| エンディング        | ‐        | ‐      | ‐              | ‐        | ‐            | ‐          | ‐        | ‐        | ‐            | ‐      | ‐            | ‐                  | ‐      | ‐                | ‐      | ‐      | 2      | ‐      | ‐        | ‐          | ‐                    | 3、4 | ‐            | ‐          |